# Georg Trakl
Georg Trakl (Salzburg, 1887. február 3. – Krakkó, 1914. november 3.). osztrák költő, író.

## Élete
Salzburgban született módos vaskereskedő családban, és itt is nőtt fel. 1897–1905 között gimnáziumot végzett Salzburgban, majd három évig gyógyszerésztanonc volt. 1908-tól gyógyszerészeti tanulmányokat folytatott Bécsben, ahol kokainfüggő lett. Itt került kapcsolatba az Akademischer Verband für Literatur und Musik elnevezésű csoporttal. Ebben az időszakban jelentek meg első versei különböző expresszionista lapokban. 1912-ben Innsbruckban katonai gyógyszerészként dolgozott; itt megismerkedett Ludwig von Fickerrel, Karl Krausszal, Adolf Loosszal. Verseit Ficker félhavonként megjelenő Der Brenner című lapjában közölték. Barátai és Ludwig Wittgenstein támogatták anyagilag is. A túlzott kábítószer- és alkoholfogyasztás ahhoz vezetett, hogy saját leánytestvérével, Margarethevel folytatott viszonyt. Nem talált igazán foglalkozást a polgári életben sem.
1914-ben behívták katonának, és a véres galíciai, grodecki ütközet szemtanúja lett, majd a krakkói hadikórházban dolgozva öngyilkossági kísérletet követett el, és a kórházban pár nap múlva elhunyt. (Egyes feltételezések szerint elképzelhető, hogy kokain-túladagolása okozta halálát). 1925-ben Ficker az új Mühlauer temetőbe, Innsbruckba vitette és helyeztette örök nyugalomra.

## Művei

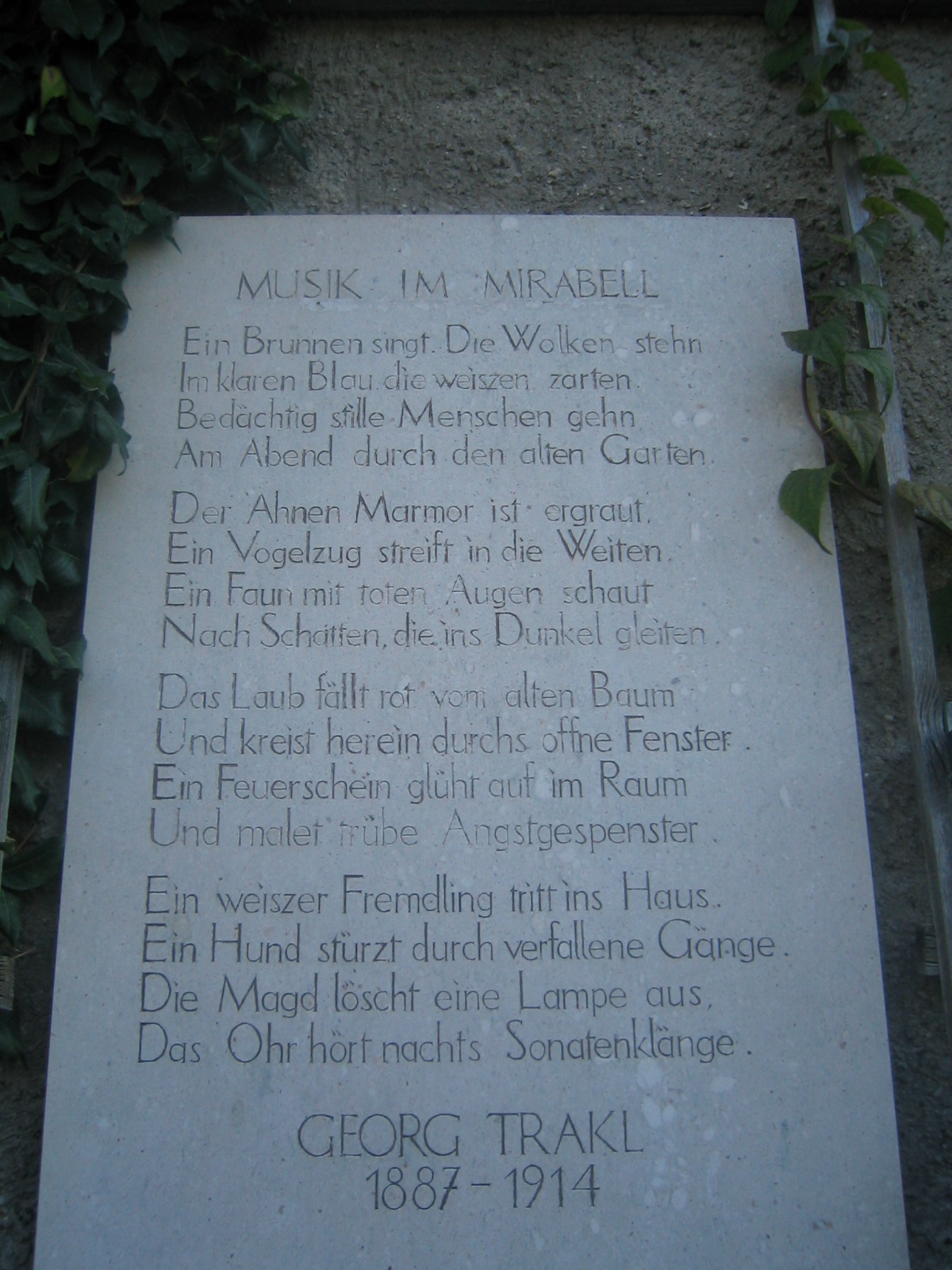

Trakl lírai munkássága, képeinek ereje az expresszionizmus stílusjegyeit viseli magán. A világot sötétnek látja, látomásai is sötét tónusok felé hajlanak. Verseit melodikus – ritmikus nyelvezet, illetve az antik mítoszok és a kereszténység motívumkincse hatja át. Az alkotásokon felismerhető Hölderlin, Novalis, Nietzsche, Baudelaire és Rimbaud hatása. Életében csak egy kötetét adták ki.
Verseskötetei:
- Versek (Gedichte) 1913
- Álmodó Sebastian (Sebastian im Traum) 1915, posztumusz kötet
- Der Herbst der Einsamen 1920, posztumusz kötet
- Az elhunyt éneke (Gesang der Abgeschiedenen) 1933, posztumusz kötet

Korai művei (1908-1910)
- Romlás (Der Verfall) – 1909, leghíresebb verse a bécsi századvég lírájának kulcsszavait hordja.
- Vérbűn (Blutschuld) – döntő élményét írja le, vonzalmát Margarethe nővéréhez, és bűntudatát.
- Ének az éjszakához (Gesang zur Nacht) – legfontosabb ciklusa, mely 12 dalból áll. Vágya a tökéletes nyugalom, az éj, a halál után.

Költészetének második szakasza (1910-14)
Trakl „végre meglelte a forrón vágyott stílust”, és az új költőnemzedék, az expresszionizmus legnagyobbjai közé került. Magányos és elszigetelt költő lett apokaliptikus világérzéssel. Művei ekkor:
- Az ifjú cseléd (Die junge Magd) – a parasztok világa sem más, mint a nagyvárosoké. Nyomorgó milliókról és primitív ösztönökről ír.
- Zsoltár (Psalm) – e versében a bűn zavarja a lélek nyugalmát, vezekel saját bűnéért.
- Helian – öttételes, szimfonikus hangú költemény, költői önéletrajz, melynek befejezésében a kábítószer eljuttatja a lélek legmélyebb rétegeibe a költőt.
- Gyermekkor (Kindheit) – a megváltás útjáról szól, elődei E. T. A. Hoffmann, és Hugo von Hofmannsthal.

Legismertebb drámája
- Kékszakáll (Blaubart) 1910

## Magyarul
- Válogatott versek; ford. András László, Dsida Jenő, Görgey Gábor, Hajnal Gábor, Jékely Zoltán, Kálnoky László, Kardos László, Károlyi Amy, Keresztury Dezső, Komlós Aladár, Lator László, Nemes Nagy Ágnes, Rába György, Rács Géza, Radnóti Miklós, Rákos Sándor, Rónay György, Rozgonyi Iván, Rubin Szilárd, Somlyó György, Szabó Gizella, Szabó Lőrinc, Szomráky Sándor, Tandori Dezső, Timár György, Tornai József, Vajda Endre, Végh György, Vidor Miklós és Weöres Sándor, összeáll. Vidor Miklós, bev. Halász Előd; Magvető, Bp., 1959
- Georg Trakl válogatott versei; vál., szerk., jegyz. Hajnal Gábor, ford. Dsida Jenő, Hajnal Gábor, Jékely Zoltán, Kálnoky László, Keresztury Dezső, Komlós Aladár, Lator László, Nemes Nagy Ágnes, Rába György, Radnóti Miklós, Rákos Sándor, Rónay György, Somlyó György, Szabó Lőrinc és Tandori Dezső, bev. Halász Előd; Zrínyi Ny., Bp., 1972 (A világirodalom gyöngyszemei)
- A halál hét éneke; vál., ford. Erdélyi Z. János; Orpheusz–Új Mandátum, Bp., 1993
- A magányos ősze. Georg Trakl összes versei és szépprózai írásai; ford., előszó Erdélyi Z. János; Fekete Sas, Bp., 2002